# Gilbert d'Oignies
Gilbert d'Oignies (né  en 1520 et mort à Courtrai le  25 août 1574), est un ecclésiastique qui fut évêque de Tournai de 1565 à 1574.

## Biographie
Gilbert est le fils de Jean d'Oignies, gouverneur de Tournai, et de Marguerite de Lannoi. Il est d'abord chanoine, archidiacre et grand-vicaire avant d'être nommé évêque de la cité en 1565. Il prend possession solennelle le 11 novembre et célèbre son premier synode en 1573. Il gouverne son diocèse avec vigilance mais il meurt de la peste à Courtrai le 25 août 1574.